# Carlo IX di Svezia
Carlo IX Vasa (Stoccolma, 4 ottobre 1550 – Nyköping, 30 ottobre 1611) fu re di Svezia dal 1604 al 1611.
Figlio di Gustavo I di Svezia e della sua seconda moglie, Margherita Leijonhufvud, era fratello dei re Erik XIV e Giovanni III nonché zio di re Sigismondo I/III, re di Svezia e Polonia. Dal padre egli ottenne anche per un certo periodo anche il ducato di Södermanland, che includeva le province di Närke e Värmland.
Carlo IX fu figura di spicco nella politica svedese della seconda metà del XVI secolo, anche quando non era ancora stato incoronato re: uomo d'azione, energico e capace, esercitò via via sempre poteri maggiori sotto i regni di Erik XIV, Giovanni III e quindi sotto Sigismondo, sotto il regno del quale fu nominato reggente finché nel 1599, detronizzando quest'ultimo, fu nominato legittimo re di Svezia.
Sigismondo che era anche re di Polonia, rimase nei suoi possedimenti polacchi. La politica di Carlo IX fu dunque concentrata sulla difesa dei confini, appunto per evitare un possibile ritorno in patria del nipote.

## Biografia

### I primi anni
Carlo nacque il 4 ottobre 1550 al palazzo reale di Stoccolma, ultimo dei figli del re Gustavo Vasa e della sua seconda moglie, Margherita Eriksdotter Leijonhufvud (1516 – 1551). Quando suo padre morì nel 1560 egli divenne duca di Södermanland e Närke in quanto secondo la volontà del defunto genitore i figli avrebbero dovuto rimanere tutti sotto la sovranità del primogenito, pur governando una parte dello Stato (i ducati) in maniera semi indipendente come principi-vassalli del regno.
Sin dalla gioventù, Carlo intraprese la carriera militare prendendo parte nel 1565 appena quindicenne alla Guerra dei sette anni del nord, ove ebbe il comando dell'artiglieria alla conquista di Varberg.

### Il duca "campione" del protestantesimo svedese
Nel 1568 egli divenne il vero leader della ribellione contro suo fratello Erik XIV, ma non prese parte ai disegni di suo fratello Giovanni III dopo che questi ebbe deposto il primo. Le relazioni tra Carlo e Giovanni erano sempre piuttosto tese, perché i due fratelli erano sostanzialmente diversi ed orientati a perseguire politiche diverse: Carlo non sopportava le tendenze a favorire l'alto clero di Giovanni, e doveva in continuazione combattere con le mire del fratello per restringere il suo potere come duca. La nobiltà e la maggioranza del Riksdag supportava ad ogni modo Giovanni nel suo tentativo di unificare completamente il reame e Carlo dovette successivamente (1587) rinunciare alle sue pretese autonomiste; rimase invece irremovibile, calvinista qual era, sull'aspetto religioso.
La crisi si riaprì alla morte di Giovanni III nel 1592. L'erede al trono era infatti il figlio maggiore di Giovanni, Sigismondo, già re di Polonia e devoto cattolico. Il timore che il giovane Sigismondo potesse ricattolicizzare la terra di Svezia allarmò la maggioranza degli svedesi di fede protestante (in particolare la nobiltà) e Carlo divenne una personalità chiave per controbattere le tendenze dei cattolici, nonché il difensore della casata dei Vasa da infliuenze esterne.

### La scalata al potere

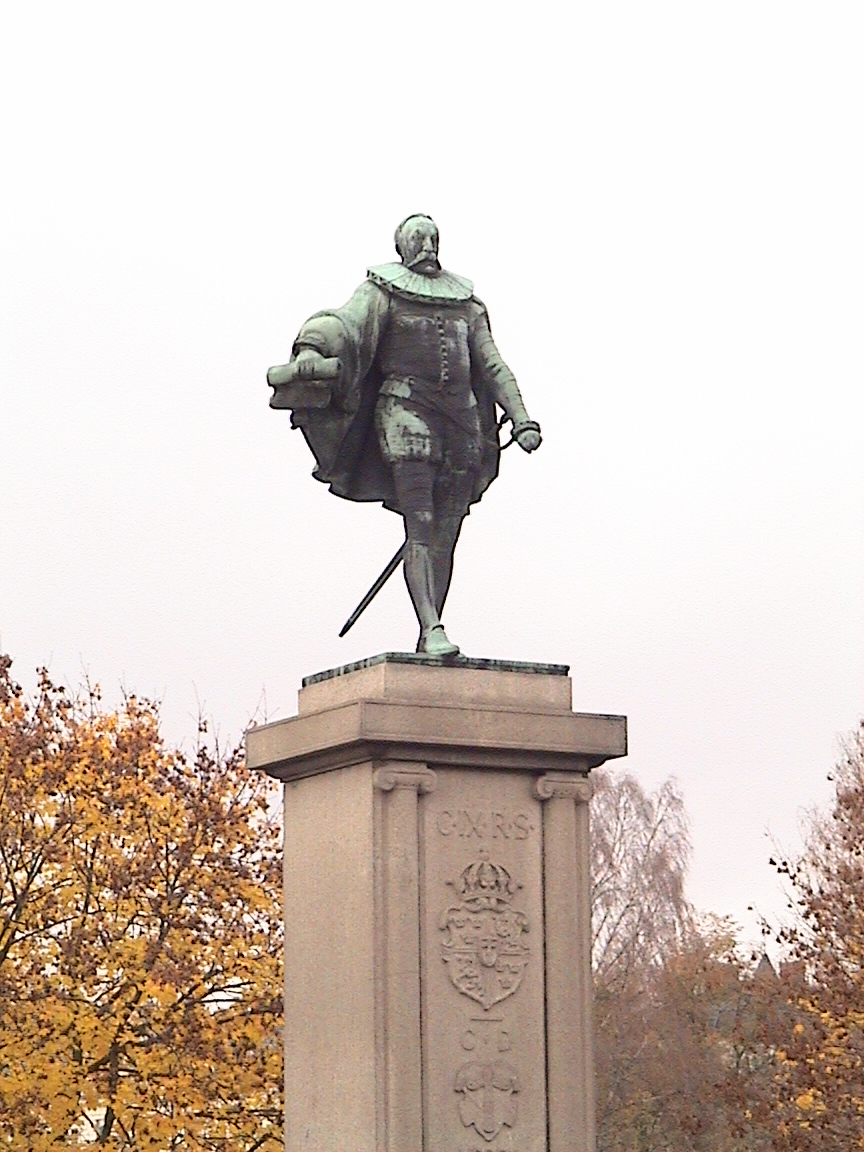
Statua di Carlo IX a Karlstadt.

Fu a causa del duca Carlo che Sigismondo, ancora re eletto, venne forzato a confermare le risoluzioni del Sinodo di Uppsala del 1593, riconoscendo de facto la Svezia come uno Stato protestante. Sulla base di questo accordo, Sigismondo venne obbligato a nominare un suo reggente e la scelta gli venne praticamente imposta dal Consiglio Privato nella persona di suo zio Carlo, che aveva l'obbligo di risiedere stabilmente in Svezia mentre Sigismondo si trovava in Polonia. Gli anni che seguirono furono particolarmente difficili soprattutto a causa del fatto che Carlo non seguiva le direttive impartitegli da Sigismondo e anzi tentava di aumentare ulteriormente il proprio potere a spese del re effettivo assente sul suolo svedese.

Questo progetto gli impose di lavorare più col popolo e col clero che non con la nobiltà, al punto che il Riksdag dovette riconoscere alla reggenza dei poteri mai avuti prima. Nel 1595 il riksdag di Söderköping elesse Carlo come reggente e sostenne il suo tentativo di forzare Klaus Fleming, governatore dell'Österland (oggi regione della Finlandia), a sottomettersi alla sua volontà piuttosto che a quella di Sigismondo, provocando lo scoppio di una guerra civile. Fleming decise di non piegarsi alla volontà dell'usurpatore, ma la sua condotta dura nei confronti dei finlandesi fece scoppiare una rivolta dei contadini nella regione da lui amministrata che egli represse con la forza. Vecchio e malato, Fleming era ormai deciso a ritornare sui suoi passi e ad appoggiare la causa di Carlo ed a richiedere il suo aiuto per sopprimere le azioni dei rivoltosi, quando morì improvvisamente nel 1597. 

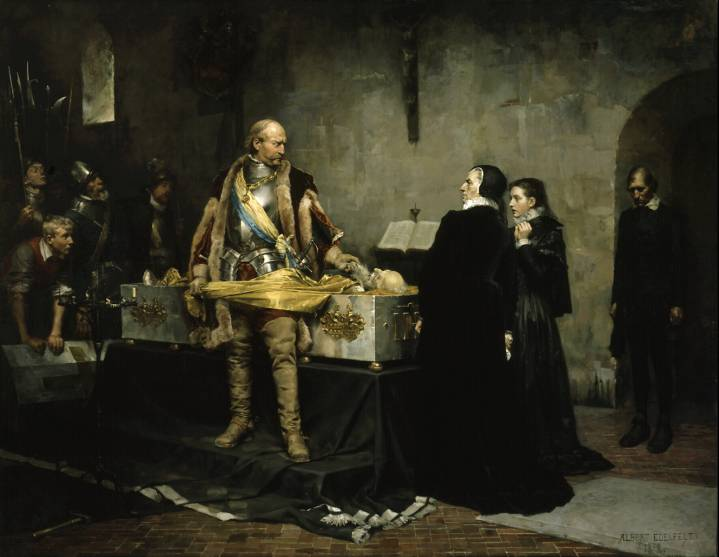
"Il duca Carlo insulta il cadavere di Klaus Fleming", dipinto del 1878 ad opera di Albert Edelfelt.

La tradizione popolare vuole che quando il duca Carlo raggiunse il Castello di Turku ove Fleming abitava con la moglie e la famiglia, chiese di vedere la salma del governatore e giunto nei pressi del cadavere, lo prese per la barba e lo insultò dicendo: "È una fortuna per te che tu sia morto, perché in caso contrario non so se la tua testa sarebbe rimasta ancora a lungo attaccata al tuo collo!".
Il potere di Carlo cresceva e intanto il re di Svezia, dalla Polonia, tentava di risolvere la questione con la diplomazia che proseguì per diversi anni sin quando, dopo aver chiesto l'autorizzazione alla Confederazione polacco-lituana, Sigismondo attaccò la Svezia con un esercito mercenario.
Tecnicamente Carlo era, senza ombra di dubbio, colpevole di alto tradimento, e come tale Sigismondo aveva tutto il diritto di riprendere possesso effettivo del proprio regno. Negli eventi che seguirono però, malgrado i successi iniziali, Sigismondo perse la cruciale Battaglia di Stångebro, venendo anche catturato e deposto nel 1599. L'approvazione alla deposizione pervenne dal parlamento svedese ex post facto per sottolineare ancora una volta il grande potere di cui Carlo godeva. Nella medesima sessione, il parlamento riconobbe a Carlo il titolo di successore al trono gli venne concesso unicamente il titolo di "reggente".

### Il regno

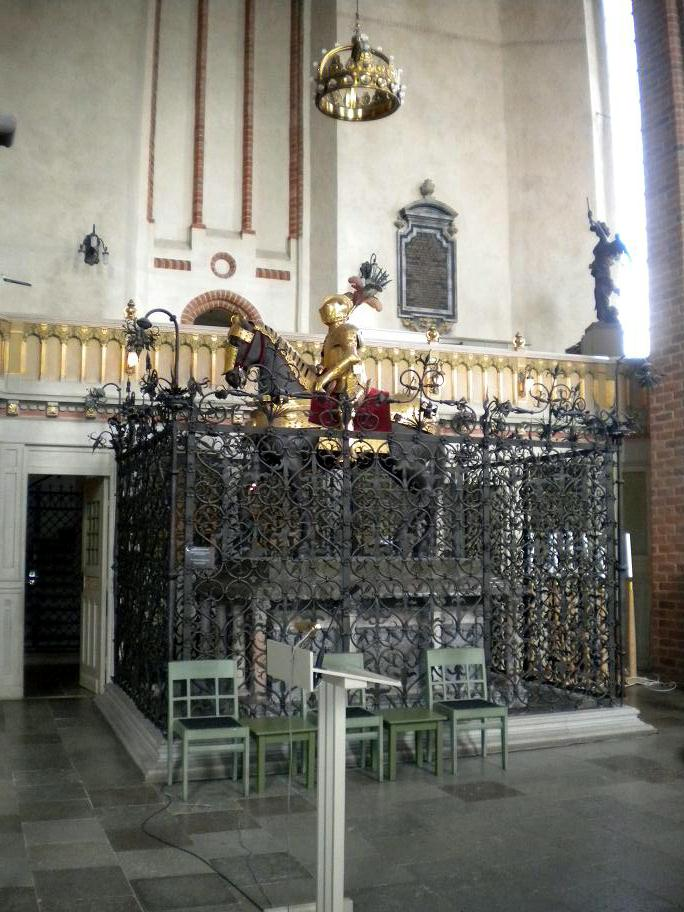
La tomba di Carlo IX nella Cattedrale di Strängnäs.

Come ultimo atto, dopo diverso tempo, il Riksdag riunito a Linköping il 24 febbraio 1600 dichiarò Sigismondo decaduto dal trono svedese ed il duca Carlo venne riconosciuto come sovrano, proclamato re col nome di Carlo IX. La sua elezione a re ad ogni modo venne ufficializzata solo il 22 marzo 1604 che è la prima data in cui ufficialmente egli viene indicato come sovrano, ma non venne incoronato poi sino al 15 marzo 1607.
Il breve regno di Carlo IX fu una serie ininterrotta di guerre. L'ostilità con la Polonia e la rottura con la Russia lo coinvolsero in una serie di contrasti oltremare per il possesso della Livonia e dell'Ingria, portando alla guerra polacco-svedese ed alla guerra d'Ingria, mentre le sue pretese sulla Lapponia portarono ad una guerra con la Danimarca negli ultimi anni del suo regno. In tutte queste guerre, Carlo IX ebbe poco successo, prevalentemente per il fatto che le sue forze si trovarono a fronteggiarsi contro eserciti più potenti e condotti da migliori generali (come ad esempio Jan Karol Chodkiewicz e Cristiano IV di Danimarca). Con questa tipologia di politica, Carlo IX consolidò l'opera iniziata da suo padre Gustavo I nel voler consolidare il potere della Svezia e nel volerla affermare come stato protestante, preludio all'opera ben maggiore che porterà avanti poi suo figlio una volta salito al trono.
Nell'ambito della politica interna, Carlo IX si occupò pochissimo dell'amministrazione dello Stato, non mancando però di avviare innovazioni chiave che certo sarebbero progredite se il suo regno non fosse stato di così breve durata. Egli promosse il commercio, in particolare quello delle pelli e del legname che venivano esportati in tutta l'area baltica.
Carlo IX morì il 30 ottobre 1611 al castello di Nyköping, lasciando a suo erede il figlio Gustavo Adolfo. Il giudizio degli storici su Carlo IX e sulla sua attività come uomo di stato è spesso risultato positivo e, malgrado le azioni e lo spirito dimostrato dal sovrano, reputato anche dai contemporanei come crudele, irriconoscente e vendicativo, in lui molti tendono ancora a vedere un eroe nazionale.

## Matrimoni e figli
Carlo IX sposò in prime nozze Anna Maria di Wittelsbach-Simmern (1561–1589), figlia di Ludovico VI del Palatinato (1539–1583) e di Elisabetta d'Assia (1539–1584), dalla quale ebbe:
- Margherita Elisabetta (1580–1585)
- Elisabetta Sabina (1582–1585)
- Luigi (1583–1583)
- Caterina (1584–1638), fu madre di Carlo X Gustavo.
- Gustavo (1587–1587)
- Maria (1588–1589)

Nel 1592 sposò in seconde nozze Cristina di Holstein-Gottorp (1573–1625), figlia di Adolfo di Holstein-Gottorp (1526–1586) e di Cristina d'Assia (1543–1604), cugina di primo grado della sua precedente moglie. Da Cristina di Holstein-Gottorp ebbe:
- Cristina (1593–1594)
- Gustavo Adolfo (1594–1632), re di Svezia con il nome di Gustavo II Adolfo di Svezia
- Maria Elisabetta (1596–1618), sposò il suo primo cugino Giovanni di Östergötland, figlio minore di Giovanni III di Svezia;
- Carlo Filippo (1601–1622).

Egli ebbe anche un figlio dalla propria amante, Karin Nilsdotter,
- Carl Carlsson Gyllenhielm (1574–1650)

## Ascendenza
|                               |                                   |                                  | Genitori                     |  |  | Nonni |  |  | Bisnonni                 |  |  | Trisnonni            |  |
|                               |                                   |                                  |                              |  |  |       |  |  | Johan Kristiernsson Vasa |  |  | Krister Nilsson Vasa |  |
|                               |                                   |                                  |                              |  |  |       |  |  | Johan Kristiernsson Vasa |  |  | Krister Nilsson Vasa |  |
|                               |                                   | Margareta Eriksdotter Krummedige |                              |  |  |       |  |  | Johan Kristiernsson Vasa |  |  |                      |  |
| Erik Johansson Vasa           |                                   |                                  |                              |  |  |       |  |  | Johan Kristiernsson Vasa |  |  |                      |  |
|                               |                                   | Birgitta Gustavsdotter Sture     | Gustav Anundsson Sture       |  |  |       |  |  |                          |  |  |                      |  |
|                               |                                   | Birgitta Gustavsdotter Sture     | Gustav Anundsson Sture       |  |  |       |  |  |                          |  |  |                      |  |
|                               |                                   | Birgitta Gustavsdotter Sture     | Birgitta Stensdotter Bielke  |  |  |       |  |  |                          |  |  |                      |  |
| Gustavo I di Svezia           |                                   | Birgitta Gustavsdotter Sture     |                              |  |  |       |  |  |                          |  |  |                      |  |
|                               |                                   | Måns Karlsson Eka                | Karl Magnusson Eka           |  |  |       |  |  |                          |  |  |                      |  |
|                               |                                   | Måns Karlsson Eka                | Karl Magnusson Eka           |  |  |       |  |  |                          |  |  |                      |  |
|                               |                                   | Måns Karlsson Eka                | Birgitta Arentsdotter Pinnow |  |  |       |  |  |                          |  |  |                      |  |
| Cecilia Månsdotter Eka        |                                   | Måns Karlsson Eka                |                              |  |  |       |  |  |                          |  |  |                      |  |
|                               |                                   | Sigrid Eskilsdotter Banér        | Eskil Isaksson Banér         |  |  |       |  |  |                          |  |  |                      |  |
|                               |                                   | Sigrid Eskilsdotter Banér        | Eskil Isaksson Banér         |  |  |       |  |  |                          |  |  |                      |  |
|                               |                                   | Sigrid Eskilsdotter Banér        | Cecilia Haraldsdotter Gren   |  |  |       |  |  |                          |  |  |                      |  |
| Carlo IX di Svezia            |                                   | Sigrid Eskilsdotter Banér        |                              |  |  |       |  |  |                          |  |  |                      |  |
|                               | Abraham Kristiernsson Leijonhuvud | Kristien Leijonhuvud             |                              |  |  |       |  |  |                          |  |  |                      |  |
|                               | Abraham Kristiernsson Leijonhuvud | Kristien Leijonhuvud             |                              |  |  |       |  |  |                          |  |  |                      |  |
|                               | Abraham Kristiernsson Leijonhuvud | …                                |                              |  |  |       |  |  |                          |  |  |                      |  |
| Erik Abrahamsson Leijonhufvud | Abraham Kristiernsson Leijonhuvud |                                  |                              |  |  |       |  |  |                          |  |  |                      |  |
|                               |                                   | Birgitta Månsdotter Natt och Dag | Måns Natt och Dag            |  |  |       |  |  |                          |  |  |                      |  |
|                               |                                   | Birgitta Månsdotter Natt och Dag | Måns Natt och Dag            |  |  |       |  |  |                          |  |  |                      |  |
|                               |                                   | Birgitta Månsdotter Natt och Dag | …                            |  |  |       |  |  |                          |  |  |                      |  |
| Margherita Leijonhufvud       |                                   | Birgitta Månsdotter Natt och Dag |                              |  |  |       |  |  |                          |  |  |                      |  |
|                               |                                   | Erik Karlsson Vasa               | Karl Vasa                    |  |  |       |  |  |                          |  |  |                      |  |
|                               |                                   | Erik Karlsson Vasa               | Karl Vasa                    |  |  |       |  |  |                          |  |  |                      |  |
|                               |                                   | Erik Karlsson Vasa               | …                            |  |  |       |  |  |                          |  |  |                      |  |
| Ebba Eriksdotter Vasa         |                                   | Erik Karlsson Vasa               |                              |  |  |       |  |  |                          |  |  |                      |  |
|                               |                                   | Anna Karlsdotter Vinstorpa       | Karl Vinstorpa               |  |  |       |  |  |                          |  |  |                      |  |
|                               |                                   | Anna Karlsdotter Vinstorpa       | Karl Vinstorpa               |  |  |       |  |  |                          |  |  |                      |  |
|                               |                                   | Anna Karlsdotter Vinstorpa       | …                            |  |  |       |  |  |                          |  |  |                      |  |
|                               |                                   | Anna Karlsdotter Vinstorpa       |                              |  |  |       |  |  |                          |  |  |                      |  |